# Алтухов, Юрий Петрович
Ю́рий Петро́вич Алтухо́в (11 октября 1936, Елань-Колено, Воронежская область — 27 октября 2006, Москва) — советский и российский учёный-генетик. Академик РАН (1997), член-корреспондент АН СССР (1990), доктор биологических наук (1973), профессор (1976), заслуженный профессор МГУ (1999). Директор Института общей генетики им. Н. И. Вавилова РАН в 1992—2006 годах. Лауреат Государственной премии Российской Федерации в области науки и техники (1996).
Ю. П. Алтухов был вице-президентом ВОГИС, являлся членом редколлегий ряда зарубежных научных журналов, главным редактором журнала «Успехи современной биологии», заместителем главного редактора журнала «Генетика».

## Биография
Родился 11 октября 1936 года в селе Елань-Колено Новохопёрского района Воронежской области.
В 1959 году окончил Московский технический институт рыбной промышленности и хозяйства, после чего начал работу на Карадагской биологической станции АН УССР в Крыму. Затем перешёл в Азово-Черноморский институт рыбного хозяйства и океанографии. С 1962 года — аспирант биолого-почвенного факультета Московского государственного университета. Кандидатская диссертация посвящена внутривидовой дифференциации черноморской ставриды.
В 1967 году А. В. Жирмунский, будущий директор и организатор создававшегося тогда Института биологии моря во Владивостоке, пригласил Ю. П. Алтухова возглавить лабораторию генетики. Под руководством Ю. П. Алтухова лаборатория генетики начала интенсивные исследования по эволюционной и популяционной генетике беспозвоночных и рыб, главным образом, тихоокеанских лососей.
С 1972 года Ю. П. Алтухов работал в Институте общей генетики им. Н. И. Вавилова РАН — заведующим лабораторией популяционной генетики, заместителем директора, директором (1992—2006).
Умер в Москве 27 октября 2006 года, похоронен на Троекуровском кладбище.

## Научная деятельность
Ю. П. Алтухов специализировался в области популяционной, экологической, эволюционной и биохимической генетики.
Открыл явление генетического мономорфизма видов и оптимального генетического разнообразия популяций.
Совместно с Ю. Г. Рычковым сформулировал концепцию системной организации популяций. Теоретически и экспериментально обосновал новые подходы к сохранению и рациональному использованию биологических ресурсов. Создал научную школу в области популяционной генетики, опубликовал более 250 работ, в том числе четыре монографии, две из них изданы в Великобритании. Под его руководством защищено 45 кандидатских и 10 докторских диссертаций.
На основании открытого им явления генетического мономорфизма критиковал биологическую концепцию вида и концепцию постепенного (градуального) характера видообразования, придерживаясь типологической концепции вида и сальтационного видообразования.

## Награды
Лауреат Государственной премии Российской Федерации в области науки и техники за цикл работ «Наследственное биохимическое разнообразие, его роль в эволюции и индивидуальном развитии» (1996) и премии им. И. И. Шмальгаузена Президиума РАН (1995). Награждён орденом Дружбы (1996). Соросовский профессор (1998).

## Отношение к креационизму
После смерти Юрия Петровича креационист Сергей Вертьянов приписывал ему утверждения о том, что все виды, как они есть, сотворены Богом. Однако на судебном процессе, известном как Дело Шрайбер, выступающий соистцом Вертьянов не смог подтвердить это цитатой из учебника Алтухова «Генетические процессы в популяциях». В этом учебнике Алтухов критикует синтетическую теорию эволюции, но не ставит под сомнение сам факт видообразования в результате эволюции.

## Основные работы
- Алтухов Ю. П. Популяционная генетика рыб. — М.: Пищевая промышленность, 1974. — 245 с.
- Алтухов Ю. П. Генетические процессы в популяциях. — 3-е изд. — М.: Академкнига, 2003. — 432 с. — ISBN 5-94628-083-X.
- Altukhov Yu.P. Population Genetics: Diversity and Stability. — London. 1990. — ISBN 3-7186-4984-5
- Алтухов Ю. П., Салменкова Е. А., Омельченко В. Т. Популяционная генетика лососевых рыб. — М.: Наука, 1997. — 287 с. — ISBN 5-02-005218-3.
- Altukhov Yu. P., Salmenkova E. A., Omelchenko V. T. Salmonid Fishes: Population Biology, Genetics and Management. — Oxford, 2000. — ISBN 0-632-05587-1.
- Altukhov Yu. P. Intraspecific Genetic Diversity: Monitoring, Conservation, and Management. — Berlin, 2006. — ISBN 3-540-25490-0.

Статьи
- Алтухов Ю. П., Рычков Ю. Г. Популяционные системы и их структурные компоненты. Генетическая стабильность и изменчивость // Журнал общей биологии. — 1970. — Т. 31, № 5.
- Алтухов Ю. П., Рычков Ю. Г. Генетический мономорфизм видов и его возможное биологическое значение // Журнал общей биологии. — 1972. — Т. 33, № 3.
- Алтухов Ю. П. Генетико-демографический кризис в современной России // Сборник пленарных докладов Х Международных Рождественских образовательных чтений. — М. : Отдел религиозного образования и катехизации Русской Православной Церкви, 2002. — 352 с. — С. 160—172
- Алтухов Ю. П. Монолог о генетике // Человек. — 2003. — № 6.
- Алтухов Ю. П. Современный экологический кризис // Два града. Диалог науки и религии / Под ред. В. Н. Катасонова. — М.: Институт философии РАН, 2002. — ISBN 5-89552-068-5
- Алтухов Ю. П. Внутривидовое генетическое разнообразие: мониторинг и принципы сохранения // Генетика. — 1995. — Т. 31. № 10.